# Sidi Rahal Chataï
Sidi Rahal Chataï (arabiska: سيدي رحال الشاطئ) är en stad i Marocko. Den ligger i provinsen Berrechid och regionen Casablanca-Settat, 120 km sydväst om huvudstaden Rabat. Antalet invånare var 20 628 vid folkräkningen 2014.